# مایکل جی ویلت
مایکل جی ویلت (انگلیسی: Michael J. Willett؛ زادهٔ ۱۱ سپتامبر ۱۹۸۹) هنرپیشه اهل کشور ایالات متحده آمریکا است. وی از سال ۲۰۰۲ میلادی تاکنون مشغول فعالیت بوده است.
از فیلم‌ها یا برنامه‌های تلویزیونی که وی در آن نقش داشته است می‌توان به جی‌بی‌اف اشاره کرد.